# John E. Sweeney

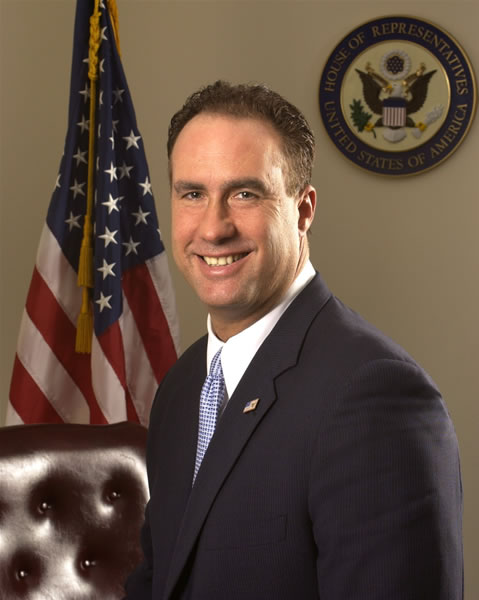
John E. Sweeney (2006)

John E. Sweeney (* 9. August 1955 in Troy, New York) ist ein US-amerikanischer Politiker. Zwischen 1999 und 2007 vertrat er den Bundesstaat New York im US-Repräsentantenhaus.

## Werdegang
Im Jahr 1973 absolvierte John Sweeney die Troy's Lansingburgh High School. Danach war er bis 1978 am Hudson Valley Community College. Schließlich besuchte er noch bis 1981 das Russell Sage College in seiner Heimatstadt Troy. 1990 erhielt er den Juris Doctor an der Law School der Western New England University in Springfield (Massachusetts). Politisch schloss er sich der Republikanischen Partei an. Zwischen 1992 und 1995 war er als Executive Director & Chief Counsel Mitglied im Staatsvorstand seiner Partei für New York; von 1995 bis 1997 war er unter Gouverneur George Patacki Arbeitsminister und danach bis 1998 stellvertretender Minister des Gouverneurs.
Bei den Kongresswahlen des Jahres 1998 wurde Sweeney im 22. Wahlbezirk von New York in das US-Repräsentantenhaus in Washington, D.C. gewählt, wo er am 3. Januar 1999 die Nachfolge von Gerald B. H. Solomon antrat. Nach drei Wiederwahlen konnte er bis zum 3. Januar 2007 vier Legislaturperioden im Kongress absolvieren. Seit 2003 vertrat er dort den 20. Distrikt seines Staates. In seine Zeit als Kongressabgeordneter fielen die Terroranschläge am 11. September 2001, der Irakkrieg und der Militäreinsatz in Afghanistan. Er war unter anderem gegen ein Gesetz zur privaten Waffenkontrolle und gegen Umweltschutzmaßnahmen.
Sweeneys Laufbahn war nicht frei von Kontroversen. Im Jahr 2006 veröffentlichten die Citizens for Responsibility and Ethics in Washington (CREW) ihren zweiten Jahresbericht, in dem die 20 laut ihren Nachforschungen korruptesten Kongressmitglieder aufgeführt wurden. Auch Sweeney wurde in diese Liste aufgenommen. Man warf ihm unter anderem einen teuren Skiausflug auf Staatskosten vor. Auch Unregelmäßigkeiten seiner Wahlkampffinanzierung und der bezahlte Einsatz seiner Frau zur Beschaffung von Wahlkampfspenden wurden in dem Bericht moniert. Im Oktober 2006 war Sweeney wegen Anwendung von häuslicher Gewalt gegenüber seiner Frau in den Schlagzeilen. Später fiel er auch noch wegen einiger Verkehrsdelikte auf. Außerdem wurden ihm Verbindungen zu dem Anlagebetrüger Allen Stanford nachgesagt. Im Jahr 2006 wurde er nicht wiedergewählt und verlor mit 47 % der Stimmen gegen die Demokratin Kirsten Gillibrand.
Sweeney ist zwei Mal geschieden. Aus seiner ersten Ehe hat er drei Kinder.